# احمدیه (ملایر)
احمدیه (احمدروغنی)، روستایی از توابع بخش زند شهرستان ملایر در استان همدان ایران است. 
این روستا اولین روستا از سه روستایی است که به مجموع آنها سه‌ده قپانپری (ملایر) گفته می‌شود. [به زبان ساده قپانپری را مانند یک استان و روستای احمدیه را بعنوان یکی از شهرستان های آن در نظر بگیرید.]
ده میانه دومین روستا و گلپرآباد سومین روستای سه‌ده قپان‌پری هستند. قپان‌پری به مرور زمان، به قپانبری تغییر یافته‌است.

## جمعیت
این روستا در دهستان کمازان علیا قرار دارد و براساس سرشماری مرکز آمار ایران در سال ۱۳۹۵، جمعیت آن ۲۰۷ نفر (۷۷خانوار) بوده‌است.

## تاریخچه نام گذاری روستا:
در زمان قدیم قبل از پدید آمدن روستا حدود 700 سال پیش دنباله کوه های بلند و سربه فلک کشیده منطقه لشگردر کنونی که دارای دشت های بزرگ و حاصلخیز می باشند  مکان خوبی برای دامداری و زراعت بوده اند
در آن زمان دامدار بزرگی بنام احمد به دامداری در این منطقه میپرداخته . که یکی از محصولات او روغن مرغوب و فراوان او بوده که آن زمان مرغوبیت خاصی را دارا بوده است . ازین رو به آن دامدار احمدروغنی میگفتند که بعداز گذشت سالها و بزرگ شدن خانواده احمدروغنی و پیوستن افرادی دیگر، به این منطقه احمدروغنی گفته شد و همین نام بر روی روستا ماند . 
که بعداز اقدام دولت به تغییر نام روستا ها از حالت نام های بومی به نام های رسمی  نام این روستا را احمدیه ثبت کردند . لازم به ذکر است که روستا با همان نام احمدروغنی یاد میشود و دارای همان شهرت بومی خود است.
روایتی دیگر این است که بانویی در این مکان زندگی می کرده و از محل دامداری خویش محصولات لبنی بسیار لذیذی از جمله روغن حیوانی تولید می کرده است برای همین به ایشان عمه روغنی یا به لهجه محلی عَمَ رُغُنی گفته می شده است؛ به مرور این نام به اَمَرغُنی و سپس به احمدروغنی تغییر پیدا کرد. هنوز هم گویش محلی با عَمَ روغُنی یا اَمَرغُنی قرابت دارد.
- «نتایج سرشماری عمومی نفوس و مسکن ۱۳۸۵». درگاه ملی آمار ایران. بایگانی‌شده از اصلی در ۱ ژانویه ۲۰۱۳. دریافت‌شده در ۱ ژانویه ۲۰۱۳.